# Winthemia tricolor
Winthemia tricolor là một loài ruồi trong họ Tachinidae.